# Agoma
Agoma é um gênero de traça pertencente à família Arctiidae.

## Espécies
- Agoma agoma
- Agoma albiventris
- Agoma elegantula
- Agoma halans
- Agoma nigriventris
- Agoma ovifera
- Agoma semialba
- Agoma ticolor
- Agoma transita
- Agoma trimenii